# Nils Peter Sköld
Nils Peter Sköld, född 15 maj 1866 Oxie, Skåne, död där 20 april 1958, var en svensk småbrukare och riksdagsledamot (andra kammaren) till 1917. Han var far till Per Edvin Sköld.
NP Skölds väg, en gata i Toarp i Oxie är namngiven efter honom.